# ルパン三世 ナポレオンの辞書を奪え
- ルパン三世 > ルパン三世 ナポレオンの辞書を奪え
- トムス・エンタテインメントの作品一覧 > ルパン三世 ナポレオンの辞書を奪え
- 金曜ロードショー > ルパン三世 ナポレオンの辞書を奪え

『ルパン三世 ナポレオンの辞書を奪え』（ルパンさんせい ナポレオンのじしょをうばえ）は、モンキー・パンチ原作のアニメ『ルパン三世』のTVスペシャルシリーズ第3作。1991年8月9日に日本テレビ系の『金曜ロードショー』にて放送された。視聴率は17.6%。

## 概要
本放送年の初頭に終結した湾岸戦争後の世界各国の財政難を打開すべく、「ルパン帝国」の財宝のありかが記されているという「ナポレオンの辞書」をめぐり、クラシックカーレースを通じてルパンファミリーと多国籍軍の争奪戦を描く。
ルパン三世の歴代TVスペシャルでは唯一、監督を置かないという手法がとられており、前2作の監督を担当した出崎統は他作品で多忙だったことから「監修」という立場で参加している。キャラクターデザインは工藤正明に交代しているが、ルパン達メインキャラクターのデザインは古瀬登による前作までのものを踏襲している。また、メカデザインの監修として大塚康生が久々にシリーズに参加した。
制作に関与した飯岡順一によると、本作は企画の立ち上がりが遅く、作画期間が3か月しかないなどかなり過酷なスケジュールで製作されたという。

## あらすじ
湾岸戦争が集結し、ニューヨークにてG7の蔵相会議が行われていた。深刻な財政問題に悩む中、とある学者が、かつてルパン一世が築いたというルパン帝国の2000億ドル規模の財宝を手に入れれば、財政問題は一気に解決すると提案する。各国は互いを出し抜いて財宝を独り占めにするため、即座にルパン三世捕獲作戦を開始する。
一方、ニューヨーク近代美術館で1908年製のクラシックカー「パッカード」を盗んだルパンは、相棒次元と共にスコットランドにいた。今回、ルパンはマルチンベック財団が所有し、近々行われるマドリード-パリ間のクラシックカーレースの優勝賞品である「ナポレオンの辞書」を盗むと次元に話す。実は辞書は元々ルパン家の所有物でルパン帝国の財宝の在りかが記されていたが、父・二世の時代に行方不明となっていた代物であった。ロバート・ホーク率いるCIAの特務部隊に襲われながらも、ルパンは改造したパッカードに乗り、一路マドリードへと向かう。
日本政府もまたルパン捕獲作戦に乗り出し、海辺首相直々に銭形警部を召喚して捜査に関する政府の全面的なバックアップを約束する。銭形は美人捜査官の木戸千恵子を新たな相棒に、ルパンの目撃情報があったマドリードへと向かう。その道中でルパンがクラシックカーレースに参加しようとしていると睨み、自身もまたレースに参加しようとする。
レースには直接参加せず、進行に合わせて辞書を直接盗もうと企むルパンであったが、なりふり構わないホークや各国の特殊部隊の妨害に遭う。道中では身元を隠した千恵子がルパンや次元と行動を共にしたり、逆にルパンに変装させられた銭形が次元・五ェ門と行動を共にするなどの騒動にも見舞われる。実は国家の諜報員で、個人の自由など考えたことがなかった千恵子は、ルパン一味や銭形と行動を共にするうちに、自分の在り方に疑問を持つようになる。
レース終盤、ルパンはナポレオンの辞書を財団から盗み出し、財宝がノルマンディーの孤島にある先祖の別荘「ニプル城」にあると知る。ホークはアメリカ政府を裏切り財宝の独り占めを企むが、ルパンたちの返り討ちに遭い死亡。またルパンを捕まえられず業を煮やした各国は、湾岸戦争と同じく多国籍軍を結成し協力することを決める。
各国の戦艦や空母、戦闘機が集結しニプル城を包囲する中で、ルパン一味はお宝を見つけ出すが、それは真空管の特許であった。ルパン一世の時代であれば確かに莫大な富を生む財宝であったが、現在では何の価値も無いただの紙切れに過ぎなかった。多国籍軍が迫ってくる中、ルパンは飛んできたミサイルを斬鉄剣で三枚おろしにするよう五ェ門に指示。切ったミサイルを集めて城の塔に括り付けてロケットのようにし、発射して脱出する奇策で包囲網を突破。なおも戦闘機が迫るが、同じく戦闘ヘリで追いかけてきた千恵子と銭形に助けられる。千恵子を通して財宝の正体が公表されたことで各国はルパンを追うのを止め、千恵子に対し、「君も自由人になれよ」との台詞を残してルパンは去っていく。

## 登場人物

### メインキャラクター
ルパン三世
かの名高き怪盗アルセーヌ・ルパンの孫で、自らも世界的な大怪盗かつ変装の達人。
ルパン家に伝承で伝わるも、長らく行方不明であったナポレオンの辞書の場所がわかり、これを手に入れてルパン帝国の財宝を見つけ出そうとする。
次元大介
コンバットマグナムを使う射撃の名手でルパンの相棒。
改造パッカードに乗ってルパンと行動を共にする。途中で行動を共にすることになった千恵子の正体を見抜き、彼女との会話の中で、彼女が自分を思い直すきっかけとなる。
石川五ェ門
古の大泥棒・石川五ェ門の十三代目。最強の刀「斬鉄剣」を使う居合い抜きの達人。
任侠映画の影響を受け、ルパン達を助太刀するためにヨーロッパに現れる。
峰不二子
ルパン一味の紅一点で、付かず離れずの存在。時にはルパン達を利用したり、裏切ったりすることも多い。
マルチンベック財団のカーレースに参加していたが、別の参加者である実業家の貴公子エリックに乗り換える。
銭形警部
ルパン一味を追うICPOの捜査官。ルパン専任捜査官であるため、ルパンに関係する事件なら世界中どこでも捜査権が認められている。
日本政府の意向を受けて月給100万円、経費使い放題、有能で美人な千恵子の派遣という最大限のバックアップを受ける。他国が捕まえればルパンが殺されてしまう可能性も危惧しており、自分が捕まえなければならないという使命感に燃えている。

### ゲストキャラクター
木戸 千恵子
本作のゲストヒロイン。国家保安局の捜査官。銭形の相棒。
ショートカットの凛とした美人捜査官。若いながらも頭脳・身体能力とどちらにも秀でており、日本政府の意向を受けて銭形の相棒に抜擢される。しかし、正体は国家諜報員であり、銭形を抜きに直接、国家機関とやり取りしている。
国や組織というものに強い帰属意識があったが、偶然からルパンたちと行動を共にしたことで彼らの自由さを知り、自分の在り方に疑問を持つようになる。さらにルパンに変装した銭形から話を聞いて彼らに惹かれるようになり、最終盤では彼らを助けるために自ら戦闘機に乗って行動を起こす。また、銭形に変装したルパンからキスをされて困惑し、後にルパンだったと知る。
ロバート・ホーク
CIA特務班班長。
アメリカによるルパン捕獲作戦の現場隊長。物語序盤から登場し、ルパンを捕まえるため人工衛星の情報などを駆使してルパンの行方を追い何度か追い詰める。しかし、中盤でアメリカに忠誠を誓うには給料が安すぎるとして国を裏切り、ルパン帝国の財宝を独占することを目論む。もともとエリックとは知り合いで彼と共謀し、不二子を人質に取るなどして優位に立とうとしたが、最期は次元に射殺される。
マッカラム
CIA特務班の副班長（後に班長）。
班長ホークの指示に従い、チームのバックアップを行う痩せた男。中盤、ホークの裏切りによって死にかける。その後はホークの後任としてチームを率いて終盤の多国籍軍でも最前線部隊を指揮する。
エリック
クラシックカー・レースの選手。実業家。
甘いマスクの青年。実業家としても成功しており、同じくレースに出場していた不二子と親密になる。実はホークとは旧知の中で、彼から優勝賞品のナポレオンの辞書がルパン帝国の財宝の手掛かりだと教えられて狙うようになる。
レース終盤、1位でゴールする直前に、既に辞書がルパンに奪われたことを知ると棄権し、そのまま不二子を人質にして辞書を奪取しようとする。ホークと共にルパン一味を追い詰めるが、ここで発生した鉄道事故のシーン以降に登場せず、生死は不明。
ヘーカー
アメリカ財務長官。
アメリカ至上主義者で横柄な態度の男。物語冒頭のG7蔵相会議において、財政問題をルパン帝国の財宝で解決できると提言した博士を馬鹿にしつつ、即座に本国に連絡してルパン捕獲作戦を実行に移させる。
マルチンベック
マルチンベック財団の会長。クラシックカー・レースの主催者。
肥満体型の老紳士。財団所有のナポレオンの辞書を「ナポレオンが使っていたというだけで何の価値もない」と断言し、ヨーロッパ横断のクラシックカー・レースの優勝賞品にしてしまう。
海辺首相　
日本の首相。
G7蔵相会議を受けて財政問題解決のためにルパン捕獲作戦を計画し、銭形を直々に呼び出して優遇するなど発破をかける。
当時の日本の首相・海部俊樹がモデル。口癖の「幹事長とも相談しますが…」は当時、政府の実権を握っていたと目されていた幹事長・小沢一郎に頭が上がらなかったことを踏まえたもの。
老学者
G7蔵相会議に招かれた学者の一人。各国の財政問題を一挙に解決する方法として2000億ドルとされるルパン帝国の財宝を提唱する。だが、その場では呆れかえられ、議場からつまみ出される（しかし、実際には各国共に有用性を認めており、即座に本国に連絡する）。

## 用語
ナポレオンの辞書
本作のお宝。ナポレオン・ボナパルトが所有していたという古いフランス語辞書。マルチンベック財団主催のクラシックカーレースの優勝賞品。
ナポレオン死後もナポレオン家の家宝として継承されていたがナポレオン3世の時代に彼の侍女に盗まれる。彼女が後にルパン一世の妻（ルパン三世の祖母）となったことでルパン家の所有物になったが、散財して零落したルパン二世が飲み代の形代として奪われてしまい、以降行方不明となっていた。実はマルチンベック財団が所有していた。
辞書自体はただの古いフランス語辞書で価値がない。ただし、ルパン一世の妻が夫を懲らしめるために、ルパン家の秘宝を隠しつつ辞書に在り処を記したとルパン家には伝承されていた。
ルパン帝国の財宝
ルパン一世が世界中の財宝を盗んで蓄えたとされる財宝。現在の価値にして2000億ドルとされ、一世が子孫が困らないように用意したものだという。一方で「ナポレオンの辞書」の項での説明の通り、ルパン家には隠し場所や正体が伝わっておらず、ルパンもその行方を捜していた。
その正体は「真空管の特許申請」であり、一世は「苦労して盗んで来た」と同包の直筆手紙に記していた。一世の時代なら特許料の収入が有り確かに莫大な価値があったが、トランジスタとICが開発された1991年当時には既に無価値なものであった。

## 声の出演
- ルパン三世 - 山田康雄
- 次元大介 - 小林清志
- 石川五ェ門 - 井上真樹夫
- 峰不二子 - 増山江威子
- 銭形警部 - 納谷悟朗
- ヘーカー - 大平透
- 千恵子 - 戸田恵子
- ホーク - 吉水慶
- マッカラム - 大塚明夫
- エリック - 速水奨
- マルチンベック - 大木民夫
- 老学者 - 北村弘一
- ハマー - 田原アルノ
- フランス代表 - 池水通洋
- イギリス代表 - 塚田正昭
- ドイツ代表 - 島香裕
- 日本代表 - 小形満
- 海辺首相 - 秋元羊介
- 星野充昭
- 荒川太郎
- 河原佳代子

## スタッフ
- 原作 - モンキー・パンチ（中央公論社刊）
- 企画 - 武井英彦（日本テレビ）
- 監修 - 出崎統
- 脚本 - 柏原寛司
- 音楽 - 大野雄二
- 音楽監督 - 鈴木清司
- 録音監督 - 加藤敏
- 音響効果 - 糸川幸良
- 録音制作 - 東北新社
- 音響制作担当 - 古川直正
- 美術 - 畑井大輔、光元博行
- 作画監督 - 本橋秀之、寺沢伸介、長岡康史、細山正樹、工藤鮎美
- 絵コンテ - 中村隆太郎、尾鷲英俊、川越淳、寺沢伸介、深町洋子
- キャラクターデザイン - 工藤正明
- メカデザイン監修 - 大塚康生
- メカデザイン - 村田護郎、杉田篤彦（スタジオOX）
- 撮影監督 - 長谷川肇
- 編集 - 鶴渕允寿
- プロデューサー - 伊藤響（日本テレビ）、松元理人（TMS）
- アシスタントプロデューサー - 福与雅子、長井圭次
- 音楽プロデューサー - 島田義三、山田慎也
- シナリオディレクター - 飯岡順一
- 演出 - 岡崎幸男、元永慶太郎
- 主題歌「見果てぬ夢を追いかけて」
  - 作詞 - 倉橋ルイ子
  - 作曲 - 大野雄二
  - 唄 - 倉橋ルイ子
- 企画協力 - WOrds inc.
- 制作協力 - ミゾ企画
- 企画制作 - 日本テレビ
- 製作 - 東京ムービー新社